# Антелоп (Калифорнија)
Антелоп (енгл. Antelope) насељено је место без административног статуса у америчкој савезној држави Калифорнија.

## Демографија
По попису из 2010. године број становника је 45.770.
| Група             | 2000.    | 2010.          |
| Белци             | 0 (0,0%) | 26.268 (57,4%) |
| Афроамериканци    | 0 (0,0%) | 4.039 (8,8%)   |
| Азијати           | 0 (0,0%) | 6.090 (13,3%)  |
| Хиспаноамериканци | 0 (0,0%) | 6.635 (14,5%)  |
| Укупно            | 0        | 45.770         |